# Scisciano
Scisciano község (comune) Olaszország Campania régiójában, Nápoly megyében, .

## Fekvése
Nápolytól 20 km-re északkeletre fekszik. Határai: Marigliano, Nola, San Vitaliano, Saviano és Somma Vesuviana.

## Története
Scisciano település alapításáról nincsenek pontos adatok, viszont tény, hogy az ókorban ezt a területet már lakták, az oszkok, etruszkok, szamniszok majd a rómaiak, akik Nola városához hasonlóan ide is rengeteg veterán katonát telepítettek be. A 9-10. században a Nápolyi Hercegség és a longobárd Beneventói Hercegség határán feküdt, emiatt gyakran volt háborúk színhelye. A Nápolyi Királyság megalapításával a település a mariglianói és bruscianói feudumok része lett. A település 1816-ban vált önálló községgé.

## Népessége
A népesség számának alakulása:

## Főbb látnivalói
- San Giovanni Battista-templom
- San Germano-templom
- San Martino-templom